# Lilioceris rondoni
Lilioceris rondoni là một loài bọ cánh cứng trong họ Chrysomelidae. Loài này được Kimoto & Gressitt miêu tả khoa học năm 1979.